# Giuseppe Russo (politico 1936)
Giuseppe Russo (Casoria, 2 gennaio 1936 – 3 settembre 2011) è stato un politico italiano.

## Biografia
Sindaco di Casoria dal 30 settembre 1983 al 16 luglio 1984. Dirigente Scolastico dell'Istituto Tecnico commerciale "Andrea Torrente" di Casoria. Membro del consiglio di amministrazione dell'Azienda trasporti di Napoli (ATAN). 
Vicesegretario della federazione della provincia di Napoli del Partito Socialista Italiano, di cui fu membro dell'assemblea nazionale. 
Venne eletto senatore nella X Legislatura, subentrando al posto di Francesco Guizzi (eletto Giudice della Corte costituzionale nel novembre 1991). Venne riconfermato alle elezioni politiche del 5-6 aprile 1992 con circa 45.000 voti di preferenza. Fu promotore di iniziative e progetti per le aree metropolitane e fece parte della Commissione istruzione pubblica. Terminò il suo mandato parlamentare nel 1994.
Morì il 3 settembre 2011 all'età di 75 anni.